# Marc Garanger
Marc Garanger (2. května 1935 Ézy-sur-Eure – 27. dubna 2020 Lamblore) byl francouzský fotograf.

## Životopis
Narodil se 2. května roku 1935 v Ézy-sur-Eure ve Francii. V mládí navštěvoval školu Kongregaci školských bratří v Dreuxu. V roce 1953 mu jeho otec daroval fotoaparát Foca. V roce 1958 se Marc Garanger stal profesionálním fotografem na Lyonském pedagogickém institutu. Během své vojenské služby v alžírské válce, od března 1960 do února 1962, byl ve 2. pěchotním pluku v sektoru Aumale jmenován fotografem pluku. Bylo mu 25 let, když byl poslán do Aïn Terzine, a vrátil se po deseti dnech s více než dvěma tisíci portréty alžírských žen, které odhalily svou tvář za účelem pořízení identifikační fotografie.
Bývalý novinář Témoignage Christian a ředitel pařížské kanceláře týdeníku Afrique Action Robert Barrat mu poradil, aby odešel do Švýcarska a tajně zveřejnil své portréty alžírských žen v L'illustré. Časopis otiskl šest fotografií doplněných textem Charlese-Henriho Favroda. Tyto fotografie vynesly v roce 1966 Garangerovi Niépceovu cenu. V roce 1984 na základě této série vydal knihu La Guerre d'Algérie vue par un appelé du contingent, která však zůstala bez povšimnutí.
V roce 1964 vydal se svým přítelem Rogerem Vaillandem dokumentární zprávu o pohřbu Palmira Togliattiho v Římě. V roce 1966 odešel za peníze, které získal díky Niépcově ceně do Československa, na druhou stranu železné opony. Od té doby Marc Garanger putoval a fotografoval stále dál na východ, pracoval téměř ve všech republikách bývalého SSSR, až po Jakutsko.
V letech 2003 a 2004 spolupracoval s kambodžským humanitárním sdružení lékařů La Chaîne de l'espoir, kteří operují děti nemocné se srdečními chorobami.
V roce 2004 se s reportáží pro Le Monde vrátil do Alžírska, aby znovu navštívil lidi a místa, které fotografoval před čtyřiceti lety.
V roce 2005 dokumentoval odjezd posledního cestujícího v domově imigrantů Rhin et Danube (Rýn a Dunaj), v Lyonu, v umělecké rezidenci.
Významně se angažoval ve vývoji Unie profesionálních fotografů (UPP) a stál u zrodu uměleckého spolku Société des auteurs des arts visuels et de l'image fixe (SAIF).
Zemřel 28. dubna 2020 v Lamblore, bylo mu 84 let.
Nejznámější jsou jeho fotografie alžírských žen pořízené v 60. letech. V roce 1966 získal francouzské fotografické ocenění Prix Niépce.

## Ceny a ocenění
- 1966: Prix Niépce[15]
- 1997: Prix de la Société de géographie Alexandre de La Roquette
- 1997: Prix François Sommer de la Fondation de la chasse et de la nature
- 2010: Prix du New York Photo Festival[16]

## Veřejné sbírky
Díla Marca Garangera jsou součástí následujících veřejných sbírek:
- Francouzská národní knihovna, Paříž
- Musée Réattu, Arles
- Le Château d'eau, Toulouse[17]

## Výstavy
Výběr výstav:
- 1970, Femmes algériennes, Maison de la Culture du Havre.
- 1971, 54 photographies, Fnac-Étoile, Paříž.
- 1981,
  - Turkmènes, Fnac-Forum, Paříž.
  - L'Oiseleur, Galerie Canon, Paříž.
  - Guerre d'Algérie/Révolution algérienne. Rencontres d'Arles.
- 1982,
  - Femmes algériennes 1960, Fondation nationale de la photographie, Lyon.
  - FNAC-Montparnasse, Galeries Canon à Genève et à Amsterdam.
- 1983,
  - Guerre d'Algérie, Douchy-les-Mines
  - Vous avez dit rural ?, BPI, Centre Georges Pompidou
  - Contemporary European Portraiture, Northlight Gallery, Arizona
- 1984, Vie quotidienne des femmes en Algérie dans les années 1960, Saint-Quentin-en-Yvelines
- 1985, La Famille à Valence, C.R.A.C. de Valence.
- 1986, Marc Garanger, Château d'eau de Toulouse
- 1989, Louisiane, Fondation Cartier, pour Kodak.
- 1992
  - Regards vers l'Est, Galerie Picto-Bastille, Paříž,
  - De la Bohème à la Sibérie, La Halle au blé, Saint-Malo
  - Slovaquie, Institut français de Bratislava
- 1993, Rêves d'Est, rêves d'Ouest, Galerie Lab'Distribution, Paříž.
- 1994, Carnets Sibériens, Mairie de Saint-Ouen-l'Aumône
- 1995, Identita e Alterita Femmes algériennes 1960 Biennale di Venezia,
- 1996, Taïga, terre des Chamans, Passage de Retz, Paříž
- 1997,
  - Esprits et Chamans de la Taïga
  - Musée Chasse et Nature, Paříž. Nancy, Toulon, Angers, Brest, Verneuil-sur-Avre
  - Le devoir de mémoire, Femmes algériennes 1960, Rencontres d'Arles
  - Aragon, le mouvement perpétuel, Femmes algériennes 1960, (collective), Fête de l'Humanité
- 1998, Police Pictures au Museum of Modern Art de San Francisco Femmes algériennes 1960, (collective)
- 2000,
  - Femmes algériennes 1960, Musée de la photographie de Thessalonique, Grèce
  - Algérie 1960–1961 – Femmes algériennes / La Guerre d'Algérie vue par un appelé du contingent, Théâtre de l'Agora d'Évry
- 2001,
  - Femmes algériennes 1960/ La Guerre d'Algérie, 7 0FF Nice
  - Esprits et chamans de la Taïga, Saint-Ouen-l'Aumône
- 2002,
  - Femmes algériennes 1960/ La Guerre d'Algérie, Chilly-Mazarin, Fleury-Mérogis, Toulouse
  - Afrique de l’Ouest, le passé au quotidien ICRONOS, Bordeaux
- 2003,
  - Veil (collective), Royaume-Uni
  - Russie, Librairie Le Globe, Paříž
- 2004, Photographier la Guerre d’Algérie, (collective), Patrimoine photographique, Hôtel de Sully
- 2005, Guerre d’Algérie, Femmes algériennes 1960, Tampere, Finsko
- 2006,
  - Préaux, 108 portraits des villageois devant leurs maisons, Abbaye de Sainte-Gauburge, Écomusée du Perche, Saint-Cyr-la-Rosière
  - 23. Sommet Afrique-France à Bamako.
  - Projection: Retour en Algérie pour les Gens d’images, MEP
- 2007, exposition Ideqqi, art de femmes berbères, Musée du Quai Branly.
- 2008, exposition Ideqqi, Musée de la Civilisation à Québec. 9 portraits de femmes berbères tirées en 2,25×2,25 m
- 2009, Projection: Russie pour les Gens d'images
- 2010, Les Arbres remarquables de la forêt de Senonches, Rémalard

## Publikace
Výběr:
- 1965: Togliatti, L'Unita, Řím.
- 1980: Turkmènes, ed. Arthaud.
- 1982: Femmes algériennes 1960, ed. Contrejour.
- 1984: La Guerre d’Algérie, vue par un appelé du contingent
- 1989: Louisiane, entre ciel et terre, texte de Yves Berger, ed. Contrejour.
- 1989: Strasbourg, cœur des rencontres, texte de Theodore Zeldin, Telling Éditions, pour le Conseil de l’Europe.
- 1990: Femmes des Hauts Plateaux, Algérie 1960, texte de Leïla Sebbar, ed. La Boite à Documents.
- 1992: Regards vers l'Est, ed. SP Métal, Paříž.
- 1993: Carnets Sibériens, texte de Jean-François Bouthors
- 1997: Taïga, terre de chamans, texte de Roberte Hamayon, légendes de Catherine Garanger, Imprimerie nationale (Prix François-Sommer)
- 2003: Russie, visages d’un empire
- 2005: L’Étranger, ed. Bleu-Autour
- 2005: Images d’un village percheron, Préaux et les Préaliens, Écomusée du Perche, Saint-Cyr-la-Rosière.
- 2007: Marc Garanger, retour en Algérie, avec Sylvain Cypel, ed. Atlantica.

## Filmografie
Výběr filmů:
- 1988: Regard sur la Planète, 54 000 photographies de Marc Garanger, Laserdisc, ed. Futur-Vision, Paříž.
- 1989: Louisiane, entre ciel et terre, texte de Yves Berger, Laserdisc, ed. Futur-Vision.
- 1991: Vallée de la Mort, Las Vegas et le Grand Canyon, Laserdisc, ed. Futur-Vision.

- 1996: Taïga, terre des Chamans, avec Catherine Garanger, 52 min, France 3 – ADR Productions.
- 1999: Ako Senze, les rois dans la République de Côte d’Ivoire, avec Claude-Hélène Perrot, 52 min. CNRS, vysíláno na TV5 Afrique.

- 2001: Abandonnez-nous, parole de Georges Niangoran Bouah, 26 min, vysíláno na TV5 Afrique.